# 反射 (松本清張)
『反射』（はんしゃ）は、松本清張の短編小説。『小説新潮』1956年9月号に掲載され、同年10月に短編集『顔』収録の1編として、講談社ロマン・ブックスより刊行された。
1959年・1961年にテレビドラマ化されている。

## あらすじ
安月給で少しの貯蓄もない霜井正雄は、バーの女給・雨宮スミ子が愛人の会社重役・山本周造からただで大金を貰うことになったことを聞いた。スミ子のようなくだらぬ女が大金を簡単に手に入れることが不合理に思えて仕方がなく、結婚費用に窮していた霜井は、スミ子を殺して金を盗る計画を立てる。
霜井は自分が一度は被疑者の立場に立つことは避けられないが、その立場を前提として有罪にならぬ方法を研究すればよいと結論し、殺害を実行に移す。スミ子の絞殺死体が発見されると、その日中に霜井は容疑者として連行される。しかし取調べの際の練習を重ねていた霜井は、安藤警部補の尋問に対してのらりくらりと陳述する。捜査本部で裏付けが一つも押さえられない中、それまで黙って意見を聞いていた香原警部は、何度ききかえしても少しも狂わない霜井の供述に疑いの目を向ける。
香原は霜井と一対一で対峙し、容疑者に対する心理的な実験を試みる。やがて香原が何気なく言った一言に、霜井は不意な反射を示す。

## エピソード
- 著者は本作についてのちに「（原稿用紙）四五十枚の中にこういうものを収めるのは相当むりなような気がする」と記している[1]。
- 本作は文芸評論家の権田萬治[2]や推理小説研究家の山前譲[3]により、江戸川乱歩「心理試験」を意識した作品と評されている。近代日本文学研究者の浜田雄介は、本作は乱歩オマージュ作であり、犯人の動機を冒頭に置くスタイル、その人間観など「心理試験」と共通する部分が多く見つかると述べている[4]。

## テレビドラマ

### 1959年版
1959年4月29日、毎日放送の「ミステリー劇場」枠（22:30 - 23:00）にて放映。
キャスト
- 北村和夫
- 小池朝雄
- 近藤準

スタッフ
- 脚色：茂木草介

### 1961年版
1961年5月8日と5月15日、TBS系列の「ナショナル ゴールデン・アワー」枠（20:30-21:00）、「松本清張シリーズ・黒い断層」の1作として2回にわたり放映。
キャスト
- 高橋昌也
- 水嶋道太郎
- 露口茂
- 柳谷寛
- 森健二
- 南道郎

スタッフ
- プロデューサー：逸見稔
- 制作：東京テレビ

| TBS系列 ナショナルゴールデンアワー （松本清張シリーズ・黒い断層） | TBS系列 ナショナルゴールデンアワー （松本清張シリーズ・黒い断層） | TBS系列 ナショナルゴールデンアワー （松本清張シリーズ・黒い断層） |
| 前番組                                                            | 番組名                                                            | 次番組                                                            |
| ----------------------------------------------------------------- | ----------------------------------------------------------------- | ----------------------------------------------------------------- |
| 火の記憶 （1961.5.1）                                             | 反射 （1961.5.8 - 15）                                            | 氷雨 （1961.5.22）                                                |